# Феміністична наукова фантастика

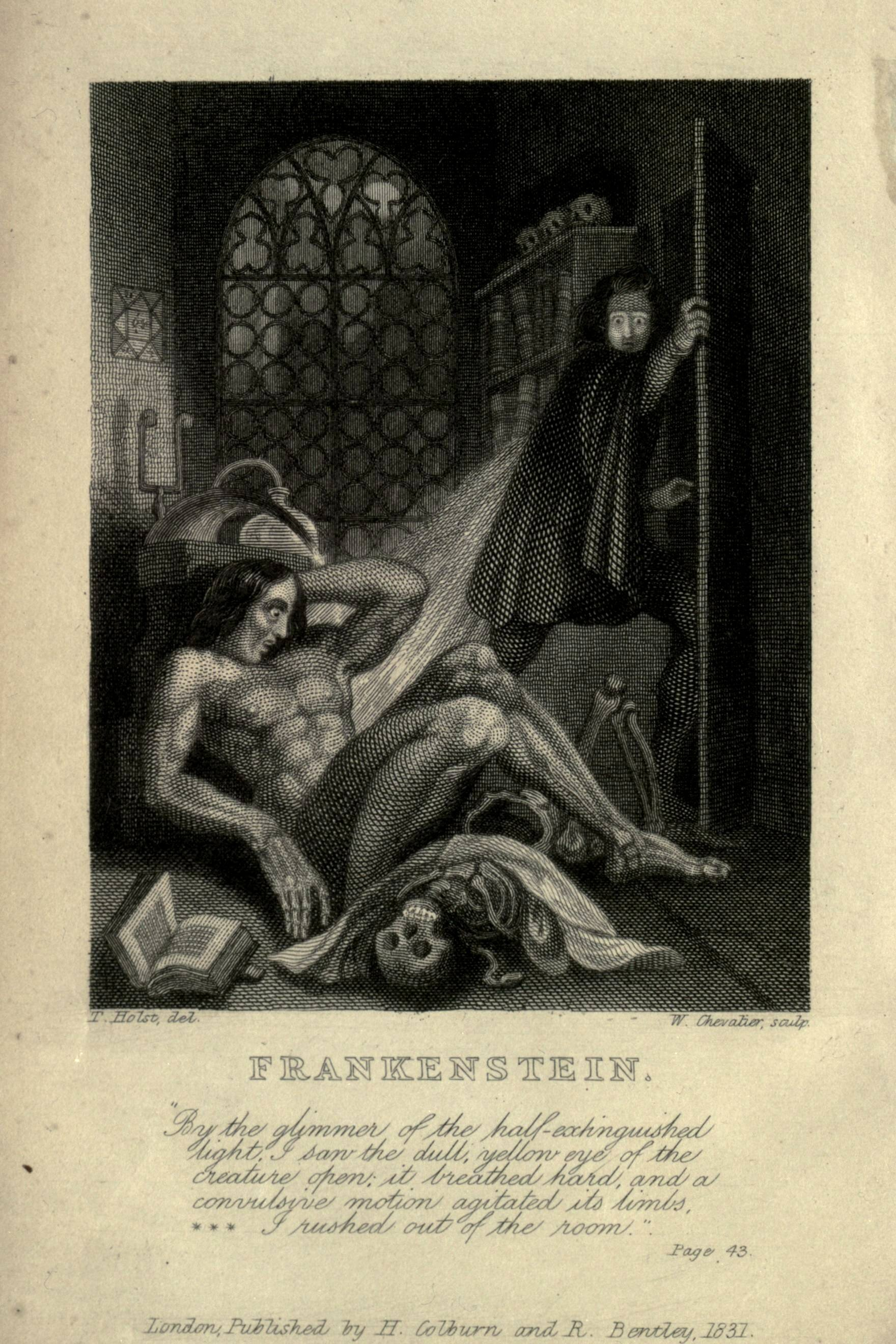
Франкенштейн Мері Шеллі, 1818

Феміністична наукова фантастика (ФНФ, англ. Feminist science fiction) — жанр наукової фантастики, в якому ключова роль в суспільстві належить жінкам. ФНФ ставить такі питання, як вплив статі і гендеру на політичну й особисту владу чоловіків і жінок, те, яким чином суспільство вибудовує гендерні ролі, деконструкція гендеру та пошук альтернатив патріархатному устрою суспільств. Найпомітніші роботи ФНФ демонструють ці теми, використовуючи утопії для вивчення суспільств, в яких статеві відмінності чи владний дисбаланс не існують, або антиутопії, в яких гендерна нерівність посилюється, ілюструючи необхідність продовження феміністського поступу.

## Витоки та специфіка жанру
Як пише Еліс Рей Гелфорд, «Наукова фантастика та фентезі служать важливим інструментом для феміністської думки, зокрема, мостом між теорією і практикою. Ніякі інші жанри так активно не запрошують уявити кінцеві цілі фемінізму. Світи без сексизму, світи, в яких вклад жінок (в науку) є визнанням і високою оцінкою, світи, в яких присутня різноманітність жіночих бажань і сексуальності, і світи, які виходять за рамки статей».
Попри репутацію наукової фантастики як жанру, що досліджує нові можливості, виходить за звичні рамки, ставить під сумнів форму, до виникнення жіночих правозахисних рухів прийнятий тип взаємостосунків жінок і чоловіків, їх ролі та ідея про «місце жінки» в науковій фантастиці рідко дискутувались. Кінгслі Еміс (Kingsley Amis) в New Maps of Hell («Нові карти пекла», 1960): «Хоча важко це визнавати, письменників наукової фантастики, очевидно, влаштовує статевий статус-кво». За небагатьма виключеннями (наприклад, The Disappearance («Зникнення», 1951) Філіпа Вайлі, Consider Her Ways (1956) Джона Віндема, «Венера плюс ікс» (1960) Теодора Стерджона, чоловіки, представляючи альтернативи патріархату, робили це лише з метою «довести» жахливість і неправдоподібність світу без «природного» домінування чоловіка над жінкою.
Письменниця і вчена Джоанна Расс десятиліттям пізніше висловила схожі думки з експліцитно феміністської позиції в есе The Image of Women in SF («Образ жінок в науковій фантастиці»). Расс звинувачувала фантастів у нестачі уяви і нездатності думати на теми суспільного ладу, стверджуючи, що нестача переконливих героїнь у НФ є наслідком бездумного прийняття фантастами культурних норм і кліше. Наукова фантастика, на її думку, повинна мати протилежні характеристики: «Стереотипам, а тим більш наївно неусвідомлюваним стереотипам, в творчості фантастів не місце».
Можливо, найочевидніша властивість НФ, принадна для письменниць (як феміністок, так і ні), — можливості, які вона дає в плані створення героїнь. Вимоги реалізму накладають обмеження, яких може не бути в науково-фантастичному всесвіті. Бажання писати (або читати) про жінок, які володіють мечем, пілотують космічні кораблі чи просто ведуть життя в світі, де їм не загрожує насильство з боку чоловіків, можна вважати ескапізмом, але також необхідно розглядати як частину політичного порядку денного. Як відзначила письменниця Памела Сарджент 1977-го в листі до видання Frontiers: A Journal of Women Studies («Фронтири: журнал про жіночі дослідження»), «письменниць наукової фантастики обмежує тільки людський потенціал… Наукова фантастика здатна продемонструвати жінкам і чоловікам, наскільки колосальним може бути цей потенціал».

## Феміністична науково-фантастична література
Витоки феміністської фантастики — в утопіях XIX ст., створених під впливом рухів за права жінок. На відміну від чоловіків, письменниці в своїх утопічних творах завжди ставили під сумнів гендерний статус-кво і виводили жінок на передній план. В утопіях Мері Бредлі Лейн (Mary E. Bradley Lane) «Мізора» (1881) і Шарлотти Перкінс Гілман «Їїзем'я» (1915) зображені виключно жіночі суспільства, що значно переважають керовані чоловіками. В роботах австралійських письменниць Генрієтти Дагдейл A Few Hours in a Far-Off Age («Кілька годин в далекій епосі», 1883) та Кетрін Гелен Спенс A Week in the Future («Тиждень в майбутньому», 1889) — реформовані суспільства майбутнього, де жінкам надано виборче право. Радикальний приклад жіночої утопії з розвинутою наукою і технікою — Сон султанші бенгальської письменниці Рокхеї Шекхават Хосейн. В наступні декади, аж до 1970-х, ці та інші жіночі утопії були практично забуті, поки їх не відкрили заново дослідниці-феміністки.
Одним з основних завдань письменниць-феміністок в науковій фантастиці кінця 1960-х — початку 1970-х було створення персонажок — активних героїнь, замість неправдоподібнних чи позбавлених важливості карикатур, що перенасичили НФ до того. Урсула К. Ле Гуїн в есе American SF and the Other (1975) писала: «Жіночий рух змусив більшість із нас усвідомити, що в науковій фантастиці жінок або цілком ігнорували, або представляли то як верескливих ляльок, що стають жертвами зґвалтувань з боку всіляких монстрів, то як старі діви-учені, що втратили жіночність з причини гіпертрофованості органу інтелекту, то, в ліпшому випадку, як вірні жіночки чи коханки героїв».
Октавія Батлер, Сюзі Маккі Чарнас, Урсула Ле Гуїн, Вонда Мак-Іінтайр і Джоанна Расс були в авангарді письменниць, повсталих проти застарілого розуміння статі, гендерних ролей, сексуальності і раси. Важливо, що, на відміну від літератури в дусі реалізму, що сприяла зростанню феміністської самосвідомості, в феміністській фантастиці не тільки викривалось патріархальне суспільство, що обмежує жінок, але й ставились питання про альтернативу. Якщо б існували суспільства без статевої (і расової) ієрархії, як би вони виглядали, функціонували? Чи був би інакшим підхід до науки та техніки? Використовуючи потенціал НФ, письменниці-феміністки критикували соціальні ролі, традиції і політику свого часу. Наукова фантастика дала феміністкам можливість розвінчати уявлення про жінок як про «Інших» і проводити «мисленнєві експерименти» (за Ле Гуїн), досліджуючи можливі варіанти гендерного ладу — наприклад, суспільства з гіпертрофованими гендерними ролями чи гендерні «дзеркала» («перевертні»), ціллю опису яких було очуження існуючих відносин між статями, тобто уявлення їх не як звичних, очевидних, знайомих, а як нових, незнайомих.
Однією з основних проблем, з якими зіткнулись феміністки, було уявлення, нібито гендерні ролі і відносини перманентні і існують внаслідок природного непорушного закону, біології. Виклик цій концепції кидався через створення суспільств і світів, що заохочували чи вимагали від жінки виконання інших ролей, роботи, що зазвичай вважалася чоловічою, переосмислення традиційних понять про репродукцію і батьківство, демонстрацію розмаїтих моделей шлюбу, сім'ї чи суспільного життя. Багато з цих тем звучать в групі утопій, перерахованих в роботі Расс Recent Feminist Utopias («Недавні феміністські утопії», 1981). В романі Мардж Пірсі «Жінка на краю часу» (1976) зображено низькотехнологічне егалітарне суспільство, в якому вихованням дітей (і навіть грудним вигодовуванням) займаються як чоловіки, так і жінки, і ролі людей визначаються не їх статтю, а здібностями. Робота Пірсі (натхненної ідеями використання технологій для звільнення жінок від репродуктивного рабства, викладеними в книзі радикальної феміністки Шуламіт Файєрстоун «Діалектика статі: обґрунтування феміністичної революції» (1970), незвичайна своїм зображенням інтегрованого двостатевого суспільства. В багатьох інших творах цієї групи, представляючи нетипові ролі для жінок, письменниці звертаються до зображення сепаратистських спільнот.
В книзі Селлі Міллер Гірхарт Мандрівка (1978) спостерігається есенціалістський розкол статей: жінки, відмовившись від техніки, пасторально співживуть в гармонії з природою, в той час як чоловіки проживають в містах. Більш складні жіночі суспільства зображені в Motherlines («Материнські лінії», 1978) Сюзі Маккі Чарнас, The Female Man (1975) Расс і Houston, Houston, Do  you Read? (1976) Джеймса Тіптрі-молодшого (псевдонім Еліс Шелдон). В романі The Shattered Chain (1976) Меріон Зіммер Бредлі є сепаратистська жіноча спільнота Вільних амазонок — альтернатива життю пригноблених жінок на решті території. Як відзначила Расс, для спільнот, зображених в цих творах, часто характерна сексуальна свобода, пропонуються альтернативи гетеросексуальності, як з метою дослідження жіночої сексуальності, так і з ціллю відділення сексу і сексуальності від репродукції.
В більш пізніх роботах для розвитку тем «жінки і політика», «жінки і влада», «жінки і секс» також використовувався сепаратизм — наприклад, в романі Николи Гріффіт Амоніт (1993), де чоловіки планети Джип гинуть через зараження вірусом, чи в романі Двері до океану (1986) Джоан Слончевськи з пацифістським суспільством жінок. Інші цікаві приклади чисто жіночих спільнот — комедійний твір Кетрін В. Форрест Daughters of a Coral Dawn («Дочки коралового світанку», 1984) і Retreat: As It Was! (1979) Донни Дж. Янг (Donna J. Young).
У творах, що досліджують тему статевої сегрегації, жінки часто завідують публічною сферою, утримують владу, тобто застосовується гендерне віддзеркалення. Сюди належить книга Джайге Карр Leviathan's Deep (1979). До прикладів мізогінних творів такого типу — так званих текстів «битви статей», як називає їх Расс, — належать «Полк жінок» (Regiment of Women, 1973) Томаса Бергера та «Кому потрібні чоловіки?» (Who Needs Men?, 1972) авторства Едмунда Купера.
В деяких «перевертнях» просто міняється місцями положення чоловіків і жінок, і зазвичай вони становлять чисту сатиру: Egalia's Daughters: A Satire of the Sexes («Дочки Егалії: сатира про статі», 1986) Герд Брантенберг; «Новий Гулівер, або Пригоди Лемюеля Гулівера-молодшого в Каповолті» (1992) Есме Доддерідж (Esme Dodderidge). Складний перевертень можна бачити в Справі про Сеггрі (1994) Урсули Ле Гуїн, де статевий дисбаланс став «причиною виникнення суспільства, в котрому… чоловіки володіють всіма можливими привілеями, а жінки — всією владою». Статевий дисбаланс присутній і в книзі Елізабет Вонарбур «Хроніки країни матерів».
В ряді творів письменниці обігрують ідею біологічного детермінізму — чоловіків сегрегують з метою захистити суспільство від їх агресивної природи, як, наприклад, в романі Памели Сарджент «Берег жінок» (1986), в «Воротах в країну жінок» (1988) Шері С. Теппер, в Solitude («Самота»/«Соло душі»,1994) Ле Гуїн і в циклі «Hwarhath» Елінор Арнасон, де серед гуманоїдних інопланетян практикується роздільне проживання статей після повноліття, романтичні стосунки виникають лише серед осіб однієї статі, а розмноження відбувається штучним заплідненням.
Антиутопії теж є важливою складовою феміністичної наукової фантастики — в них різні елементи гендерних відносин перебільшуються і критикуються. Часто антиутопічне суспільство зображається в одному творі з утопічним — наприклад, в книзі Пірсі Woman on the Edge of Time. Роман Walk to the End of the World («Прогулянка на край світу», 1974) Сьюзі Маккі Чарнас – похмура антиутопія, де жіноче рабство доведене до крайності. Світ книги різко контрастує с чисто жіночим суспільством її сиквелу Motherlines (1978). До інших антиутопій, в котрих жінки позбавлені громадянських і політичних прав, входять романи «Оповідь служниці» (1985) Маргарет Етвуд і «Рідна мова» (1984) Сюзетт Гейден Елджін, в котрому групи жінок як акт повстання винаходять жіночу мову.
Розповсюджений підхід в ФНФ — очуження традиційних гендерних ролей, часто шляхом зображення інопланетних суспільств з відмінними від наших гендерними структурами чи/або біологічними особливостями. До творів цієї групи віносяться багато з робіт Хайнського циклу Ле Гуїн, романи Керолайн Черрі про Шанур и численні роботи Елінор Арнасон (наприклад, «Жінка залізних людей» (1991) «Коло мечів» (1993) та інші роботи з циклу «Хваргати»). Іноді письменниці обігрують усталене поняття гендеру, зображуючи раси з єдиним гендером («Ліва рука пітьми» 1969, Ле Гуїн), без гендеру («Алеутська трилогія» Гвінет Джонс) чи безліччю гендерів («Shadow Man», 1995, Мелісса Скотт).

### Сучасна феміністична наукова фантастика
Хоча фемінізм вплинув на наукову фантастику загалом, і активні героїні тепер менша рідкість, все ж у сучасній науковій фантастиці складно виділити групи робіт, котрі можна було б однозначно віднести до ФНФ, як у випадку з роботами 1970-х, попри те, що в жанрі з'являються нові письменниці-феміністки. Частково це пояснюється зростанням числа політичних позицій, охоплюваних фемінізмом, і зростанням уваги до того, як гендер перетинається з расою, класом, сексуальністю і віком. Крім того, хоча існують письменниці наукової фантастики, котрі ідентифікують себе як феміністки, вони не обов'язково пишуть явно феміністські тексти. Тем не менш, в жанрі наукової фантастики тепер більше творів, котрі можна означити як «фемініст-френдлі».
Проте дехто, наприклад, письменниця і критик Гвінет Джоунс, вважають, що феміністські ідеї в науковій фантастиці втратили свою радикальність. Джоунс стверджує, що зараз ми бачимо беклеш до «фем-наукової фантастики» — примирливого кивка в бік гендерної рівності. Це фантастика з вольовими героїнями, що насправді не кидають виклик статусу-кво; відповідей на складні питання, які суспільні зміни зможуть призвести до політичної чи економічної рівності, така наукова фантастика не шукає.
Частиною проблеми, можливо, є те, якого роду книги, на думку видавництв, знайдуть успіх у публіки. Поряд з видавництвами, більш відкритими для феміністських і явно політичних текстів, існує кілька видавництв феміністичної літератури. Важлива роль належить британському The Women's Press. Aqueduct Press, позиціоноване як видавництво феміністської фантастики, випустило деякі з найрадикальніших і явно феміністських творів 2010-х, наприклад, роман «Життя» Гвінет Джоунс у 2004 чи серію Marq'ssan Л. Тіммел Дюшам, а також роботи небілих письменниць-феміністок, таких як Андреа Гейрстон, Вандана Сінг і Нісі Шол.
- Правосуддя на допомогу (2013)

## Вибрані літературні твори
- Доріс Лессінг: роман Спогади тієї, що вижила (1974)

## ФНФ на екрані
Фантастичні фільми та серіали з протагоністками та сильними героїнями:
- Диво-Жінка — одна з перших сильних героїнь, з'явилась у супергеройських коміксах; екранізована в 2017.
- Телесеріал «Ксена: принцеса-воїн» проходить тест Бекдел та є одним з перших зразків тривалої масової франшизи з протагоністками-лесбійками.
- Серіали «Баффі — переможниця вампірів» та «Усі жінки — відьми» були комерційно успішними.
- У британському науково-фантастичному серіалі «Доктор Хто» — жіночу «регенерацію» має спочатку антагоніст, а в 13-му сезоні і головний герой.

Власне феміністично-фантастичні стрічки:
- Героїні серіалу «Гра престолів», зокрема, Дейнеріс Таргарієн, борються з патріархальним ладом, сексуальним насильством та рабовласництвом, намагаючись створити новий світ рівності та справедливості.